# Festung Rendsburg

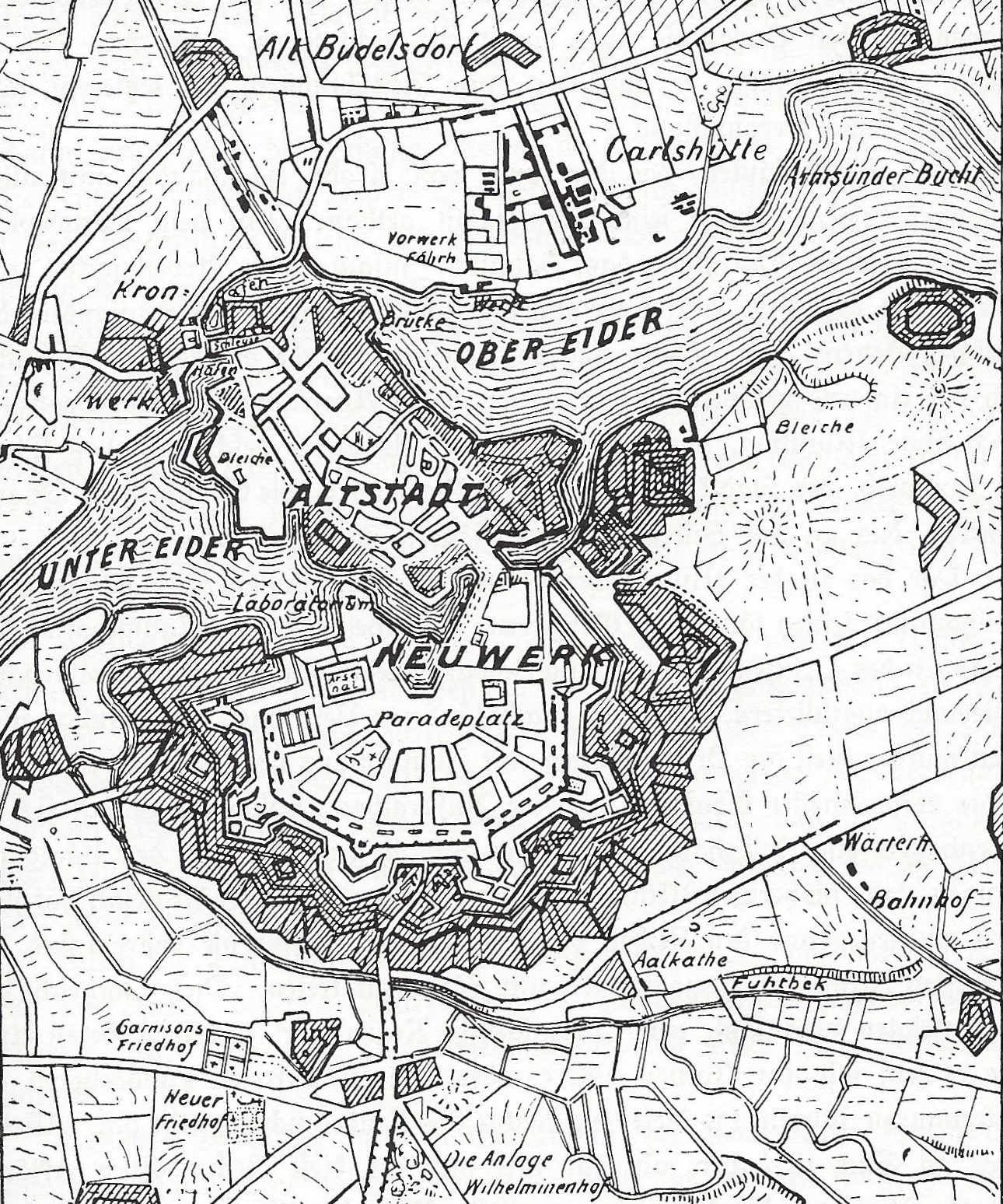
Festung Rendsburg, nach einer Karte von Franz Geerz (1848)

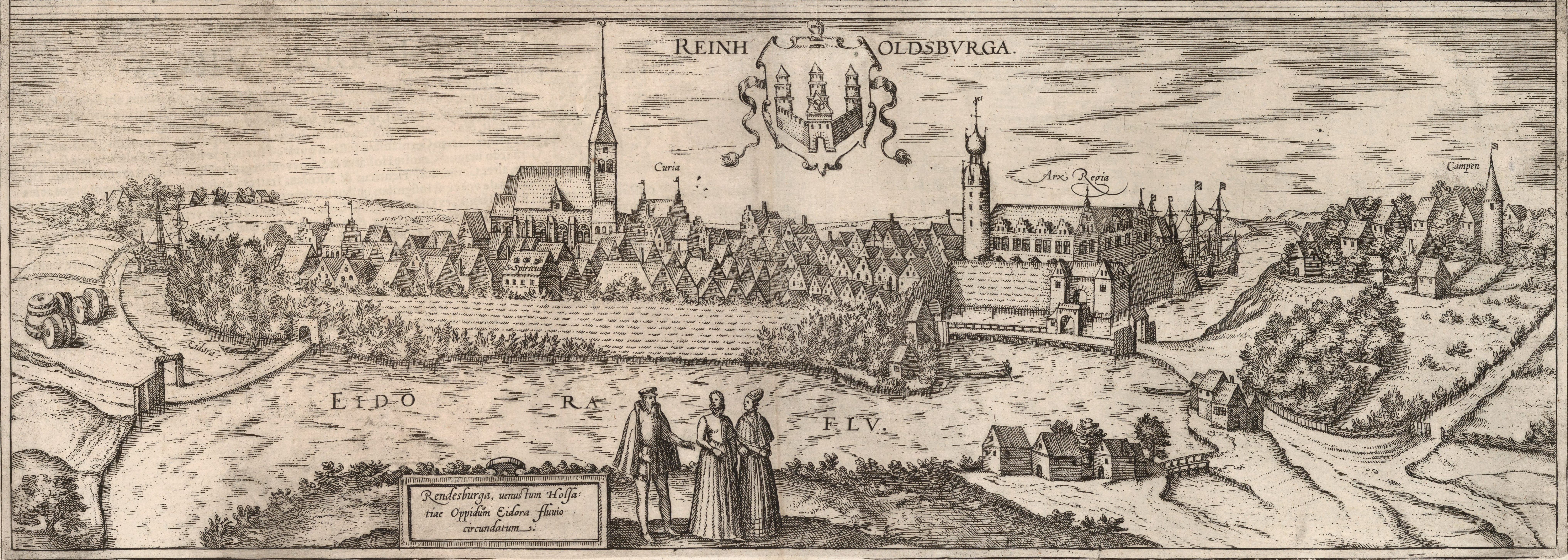
Festung 1588

Karte der Festung Rendsburg (um 1770)

Die Festung Rendsburg wurde ab 1690 zur zweitgrößten Festung im Königreich Dänemark ausgebaut. Seit 1867 in der preußischen Provinz Schleswig-Holstein, soll Rendsburg am Vorabend des Ersten Weltkriegs nach der Garnison Königsberg in Preußen und der Festung Metz die größte deutsche Garnison gewesen sein.

## Geschichte
Christian V. (Dänemark und Norwegen) ließ Rendsburg zur stärksten Festung im Herzogtum Schleswig und im Herzogtum Holstein ausbauen. Sie sollte die Handelsstadt und das Königreich Dänemark vor Überfällen aus dem Süden schützen. Zunächst wurden nur die bestehenden Wallanlagen auf der Eiderinsel verstärkt. Doch schon während der Bauarbeiten zeigte sich, dass die Anlage nicht auf der Höhe der Festungsbaukunst ihrer Zeit war. Zwischen 1690 und 1695 wurden auf dem Süd- und dem Nordufer der Eider halbkreisförmige Wehranlagen errichtet, das Kronwerk und das Neuwerk. Das südlich der Altstadt gelegene „Neuwerk“ war so groß, dass sein Innenraum Platz für einen neuen Stadtteil bot. Um ihn mit Leben zu erfüllen, lud Christian V. Juden ein, sich im Neuwerk (und nur dort) anzusiedeln. Er lockte mit Privilegien, die Rendsburg neben Glückstadt und Friedrichstadt zur dritten „Toleranzstadt“ in den Herzogtümern machte. Auch wenn Vorrechte wie der Handel mit neuen Gütern bald bestritten wurden, entwickelte sich das Neuwerk zu einem Zentrum jüdischen Lebens. Mit seinem barocken Charakter und den aus der Mitte radial auf die Bastionen zulaufenden Straßen hob sich das Neuwerk deutlich von der Altstadt ab. Rund um den Paradeplatz ist die Anlage noch heute klar erkennbar. Waffenarsenal, Provianthaus und Garnisonskirche sind – wie fast das gesamte Ensemble – erhalten. 
In der Schleswig-Holsteinischen Erhebung spielte Rendsburg eine zentrale Rolle. Mit der Einnahme der Festung Rendsburg am 24. März 1848 begann die Schleswig-Holsteinische Erhebung gegen das Königreich Dänemark. Für einige Monate wurde die Festung zum Sitz der Provisorischen Regierung. Der Traum eines unabhängigen „Schleswigholstein“ endete mit der Niederlage in der Schlacht bei Idstedt am 24. und 25. Juli 1850. Die alten Rechte des Dänischen Gesamtstaates wurden wiederhergestellt. 1852, im Jahr des  Londoner Protokolls, kam aus Kopenhagen der Befehl, die Festungswerke abzubrechen. Nach dem Deutsch-Dänischen Krieg wurde Rendsburg Garnison der Preußischen Armee. Später garnisonierte die Stadt Truppenteile der Reichswehr und der Wehrmacht. Nach 1945 waren die British Army und vor allem Norwegische Streitkräfte (Tysklandbrigade) in Rendsburg stationiert. 1956 kamen wieder deutsche Truppen der Bundeswehr in die Stadt. Bis 2011 wurden alle Verbände und Schulen der Bundeswehr in Rendsburg aufgelöst, womit die Stadt keine Garnison mehr ist.

## Siehe auch

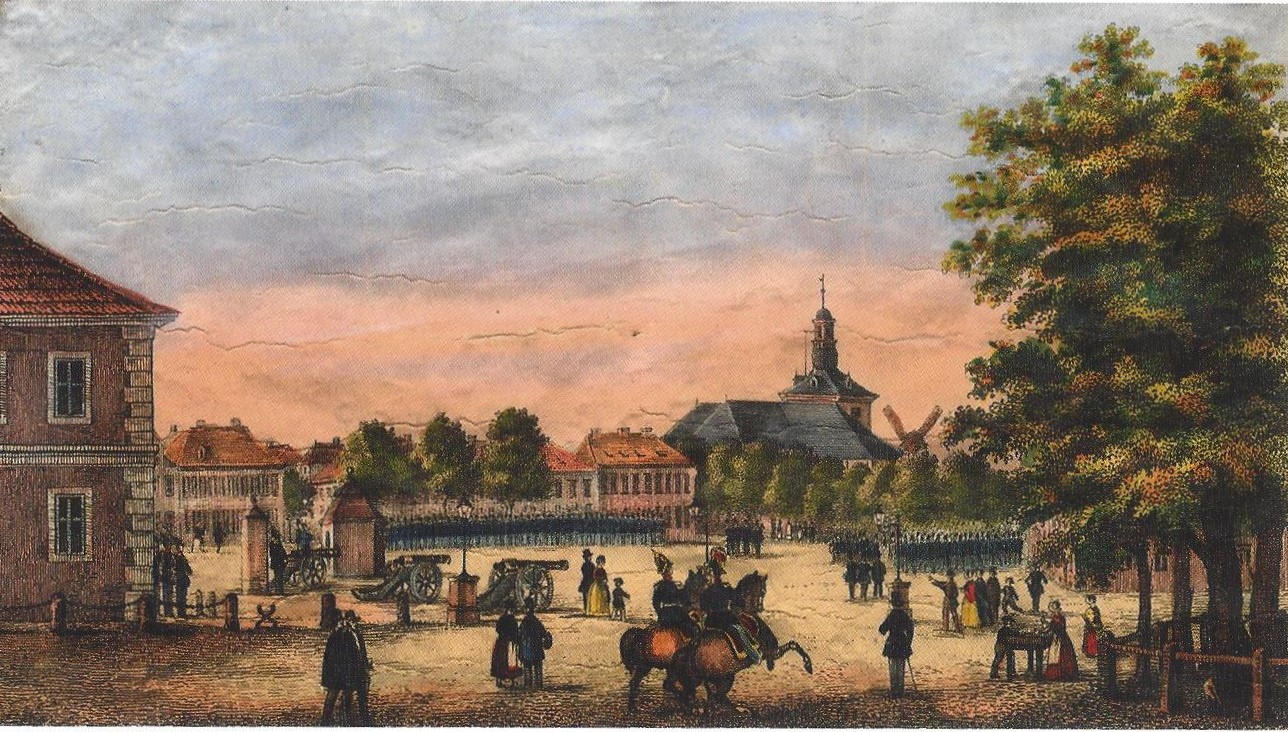
Paradeplatz und Garnisonkirche